# Tournoi britannique de rugby à XV 1886
Navigation
Tournoi 1885 Tournoi 1887
Le tournoi britannique de rugby à XV 1886 (2 janvier - 13 mars 1886) est incomplet, le match opposant le pays de Galles à l'Irlande n'ayant pas été joué. Cependant, l'Écosse et l'Angleterre avec deux victoires chacune, ne pouvant plus être rejointes, sont déclarées conjointement vainqueures.

## Classement
Bien qu'inachevé, le haut du classement du tournoi britannique 1886 après cinq matches sur six peut être établi et les vainqueurs désignés :
| Rang | Nation         | J | V | N | D | Em | Ee | Pm | Pe | Diff | Pts |
| ---- | -------------- | - | - | - | - | -- | -- | -- | -- | ---- | --- |
| 1    | Écosse         | 3 | 2 | 1 | 0 | 8  | 0  | 6  | 0  | +6   | 5   |
| 1    | Angleterre (T) | 3 | 2 | 1 | 0 | 3  | 1  | 1  | 1  | 0    | 5   |
| 3    | Pays de Galles | 2 | 0 | 0 | 2 | 1  | 5  | 1  | 3  | -2   | 0   |
| 3    | Irlande        | 2 | 0 | 0 | 2 | 0  | 6  | 0  | 4  | -4   | 0   |

|  | Vainqueures ex æquo du tournoi 1886 |
|  | T : tenante du titre (depuis 1884). |

- Règles de classement : 1. points de classement ; 2. titre ou rang partagé.
- C'est l'Ecosse qui a les meilleures attaque et défense.

## Les résultats
- Nota : essai (e, 0 point) ; transformation (t, 1 point) ; but (b, 1 point) ; drop-goal (d, 1 point).

Les matches ont lieu le samedi :
| 2 janvier 1886 0Rectory Field, Blackheath | Angleterre     | (2e,1b) 1 - 1 (1e,1t)  | Pays de Galles |
| 9 janvier 1886 0Arms Park, Cardiff        | Pays de Galles | 0(0e) 0 - 2 (3e,2t)    | Écosse         |
| 6 février 1886 0Lansdowne Road, Dublin    | Irlande        | (0e) 0 - 0 (1e)        | Angleterre     |
| 20 février 1886 0Raeburn Place, Édimbourg | Écosse         | (5e,3t,1d) 4 - 0 (0e)0 | Irlande        |
| 13 mars 1886 0Raeburn Place, Édimbourg    | Écosse         | (0e) 0 - 0 (0e)        | Angleterre     |

## Les feuilles de matches

### Angleterre - pays de Galles
| 2 février 1886 | Angleterre Capitaine : C Marriott                     | 1 - 1 | Pays de Galles Capitaine : B Douglas            | Rectory Field, Blackheath Arbitre : D Moore |
| 2 février 1886 | Essai(s) : 2 Wade, E Wilkinson Pénalité(s) : Stoddart |       | Essai(s) : Stadden Transformation(s) : C Taylor | Rectory Field, Blackheath Arbitre : D Moore |
| 2 février 1886 |                                                       |       |                                                 | Rectory Field, Blackheath Arbitre : D Moore |

### Pays de Galles - Écosse
| 9 janvier 1886 | Pays de Galles Capitaine : Hancock | 0 - 2                                                       | Écosse Capitaine : J Brown | Rectory Field, Blackheath Arbitre : D Moore |
| 9 janvier 1886 |                                    | Essai(s) : 2 A Clay, J Tod Transformation(s) : 2/2 W Mcleod |                            | Rectory Field, Blackheath Arbitre : D Moore |
| 9 janvier 1886 |                                    |                                                             |                            | Rectory Field, Blackheath Arbitre : D Moore |

### Irlande - Angleterre
| 6 février 1886 | Irlande Capitaine : M Johnston | 0 - 0                  | Angleterre Capitaine : C Marriott | lansdowne Road, Dublin Arbitre : R Mullock |
| 6 février 1886 |                                | Essai(s) : E Wilkinson |                                   | lansdowne Road, Dublin Arbitre : R Mullock |
| 6 février 1886 |                                |                        |                                   | lansdowne Road, Dublin Arbitre : R Mullock |

### Écosse - Irlande
| 20 février 1886 | Écosse Capitaine : J Brown                                                                                         | 4 - 0 | Irlande Capitaine : J Ross | Raeburn Place, Édimbourg Arbitre : G Rowland-Hill |
| 20 février 1886 | Essai(s) : 5 A Don-Wauchope (2), R Morrison (2), D MacFarlan Transformation(s) : 3/5 D Macfarlan Drop(s) : A Asher |       |                            | Raeburn Place, Édimbourg Arbitre : G Rowland-Hill |
| 20 février 1886 | |       |                            | Raeburn Place, Édimbourg Arbitre : G Rowland-Hill |

### Écosse - Angleterre
| 13 mars 1886 | Écosse Capitaine : J Brown | 0 - 0 | Angleterre Capitaine : T Gurdon | Raeburn Place, Édimbourg Arbitre : H Cook |
| 13 mars 1886 |                            |       |                                 | Raeburn Place, Édimbourg Arbitre : H Cook |
| 13 mars 1886 |                            |       |                                 | Raeburn Place, Édimbourg Arbitre : H Cook |